# 공적 마스크

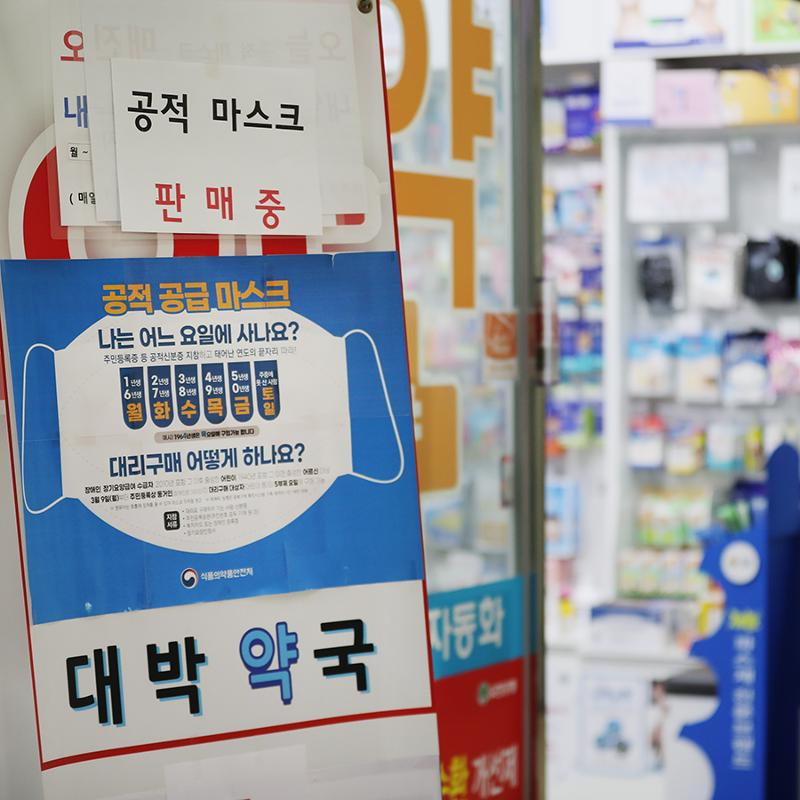
공적 마스크가 판매 중인 약국 (2020년 4월)

공적 마스크는 대한민국 정부가 보건용 마스크의 공급을 원활하게 하기 위해서 생산량의 대부분을 정부에서 구매하여 약국 등을 통해 판매한 마스크이다.
2020년 3월 9일부터 시행되었다. 같은 해 6월 1일 마스크 5부제가 해제된것에 이어, 7월 11일부로 이 조치를 해제하고 자유 구매 원칙으로 변경하였다.

## 마스크 5부제
마스크 5부제는 대한민국 정부가 2020년 3월 5일 내놓은 '마스크 수급 안정화 대책'에 포함된 내용으로, 원활하지 않은 마스크의 공급으로 인해 구매가 어려워지자, 지정된 날에만 공적 마스크를 인당 최대 2개까지만 구입할 수 있도록 제한한 것이었다. 2020년 4월 27일부터는 1장이 증가한 총 3장까지 구매가 가능했었다.
이는 코로나바이러스감염증-19 확진자 증가로 마스크 수요가 급증함에도 수급이 불안정한 상황에 따른 대책으로, 2020년 3월 9일부터 5월 31일까지 시행되었다.

### 구매 가능 요일
마스크 5부제는 출생년도의 끝자리에 따라 구매할 수 있는 요일이 나뉘어 있었다. 요일별 구매할 수 있는 출생년도 끝자리는 다음과 같았다.
| 월요일 | 화요일 | 수요일 | 목요일 | 금요일 | 토요일                  | 일요일                  |
| ------ | ------ | ------ | ------ | ------ | ----------------------- | ----------------------- |
| 1, 6   | 2, 7   | 3, 8   | 4, 9   | 5, 0   | 주중 구매하지 못한 인원 | 주중 구매하지 못한 인원 |

## 구매 절차
마스크를 구매하기 위해서는 주민등록증이나 운전면허증, 여권 등 법정신분증을 제시해야 했다. 함께 사는 만 10살 이하 아이, 80세 이상 어르신의 몫을 대신 구매 하려면 본인의 신분증과 주민등록등본 혹은 가족관계증명서를 함께 제시해야 했다. 장기요양 수급자의 경우 대리 구매 시 장기요양인증서, 장애인은 장애인등록증을 지참하면 되었다. 외국인이라면 건강보험증과 외국인등록증을 함께 보여줘야 했다. 구매 후에는 전산에 별도 등록되어 같은 주에는 중복 구매가 불가능하며 다음주에 구매 가능했었다.
미성년자의 경우 부모의 신분증과 주민등록등본을 지참하여 부모가 동행해서 구매하거나 여권, 청소년증, 혹은 학생증과 주민등록등본을 제시해야 한다. 미성년자가 본인 확인이 불가능하다면 마스크를 혼자 구매할 수 없었다.
임신부의 경우 대리구매자의 신분증과 주민등록등본, 임신확인서를 제시해 대리구매할 수 있었다.

## 공적 마스크 재고 데이터 개방과 앱 개발
대한민국 정부는 국민들의 공적 마스크 구매를 돕기 위해 약국별 공적 마스크 재고 데이터를 개방하였고, 시민과 기업은 해당 데이터를 활용해 다양한 공적 마스크 앱을 만들었다. 데이터 개방과 앱 개발 과정에 코로나19 공공데이터 공동대응(이후 코드 포 코리아)을 구성한 시빅해커들이 정부가 보유한 공적 마스크 재고 데이터를 비롯한 코로나19 관련 공공 데이터 개방을 제안하고, 공적 마스크 재고 API와 앱 개발에 적극적으로 동참하였다.